# Garten-Rettich
Der Garten-Rettich (Raphanus sativus), älter Gartenrettig, kurz auch Rettich (und älter Rettig) genannt, ist eine Pflanzenart aus der Gattung Rettiche (Raphanus) innerhalb der Familie der Kreuzblütengewächse (Brassicaceae). Zu ihr gehört eine ganze Reihe von Nutzpflanzen, wie Radieschen und Öl-Rettich.

## Beschreibung

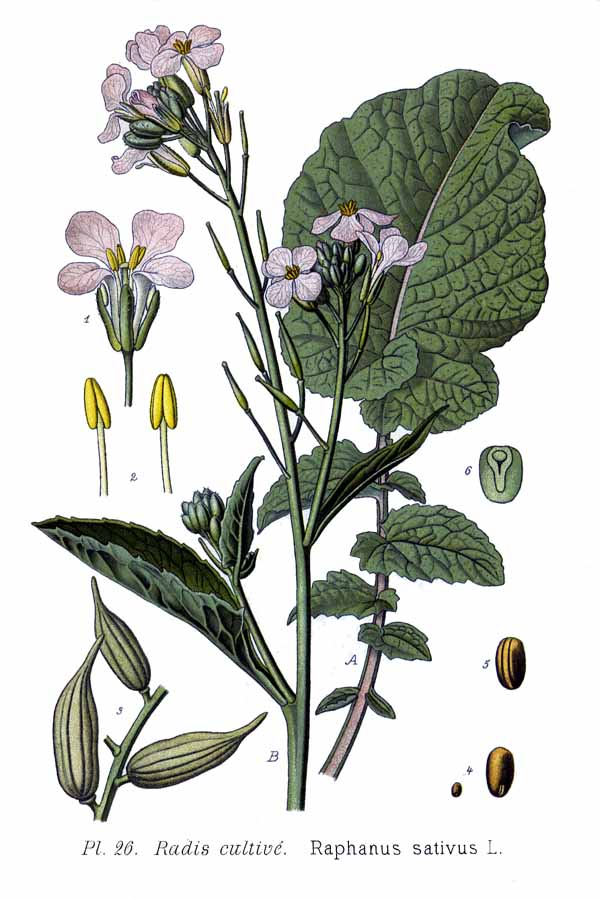
Illustration

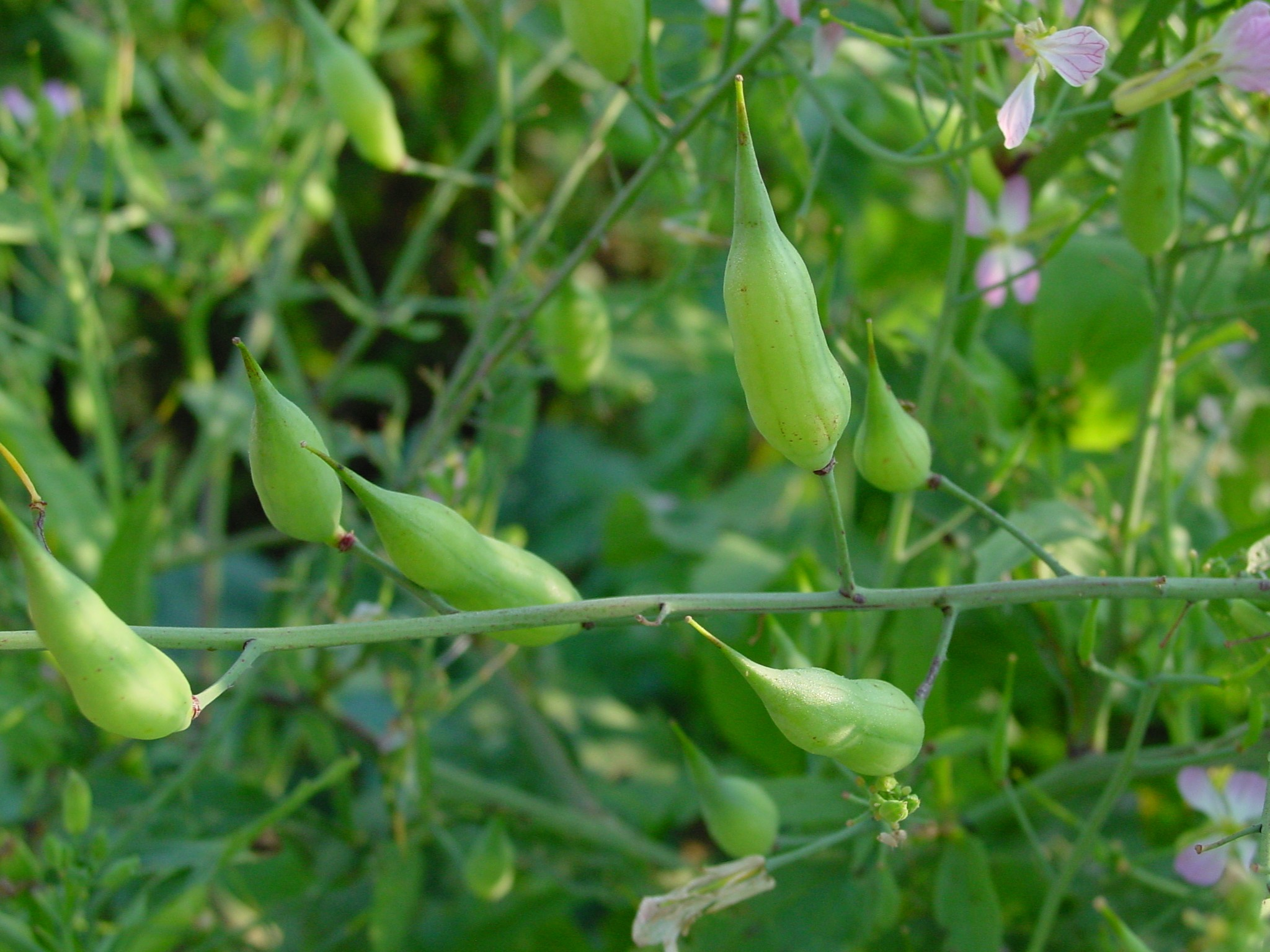
Fruchtstand des Gartenrettichs

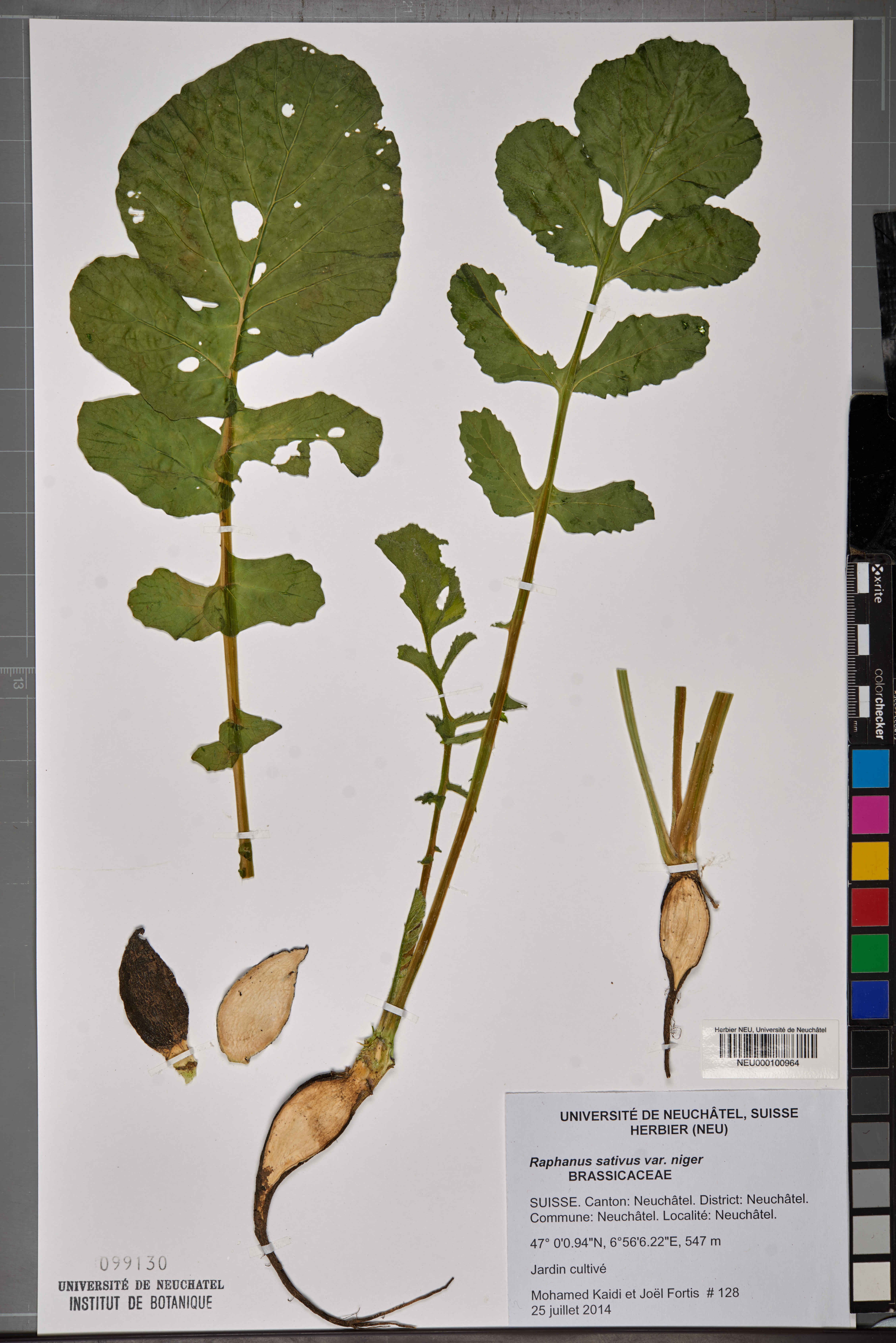
Herbarexemplar des Gartenrettichs

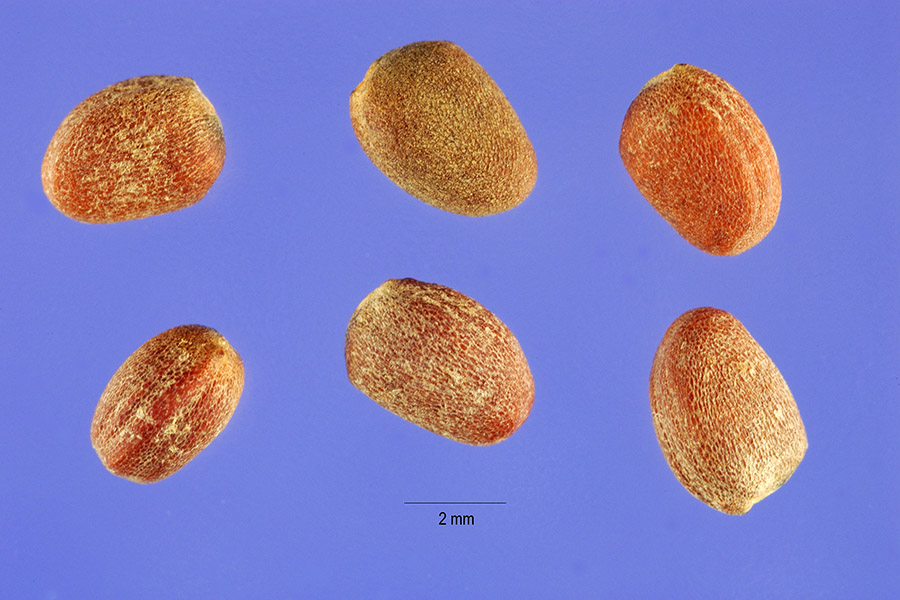
Samen

### Vegetative Merkmale
Der Garten-Rettich ist eine ein- bis zweijährige krautige Pflanze, die Wuchshöhen von 30 bis 100 Zentimetern erreicht. Der Garten-Rettich bildet Hypokotylknollen oder Wurzel-Hypokotylknollen, das heißt an der Bildung der Knolle ist nur das Hypokotyl oder Hypokotyl und Wurzel beteiligt. Die Farbe und Größe der Knollen ist dabei sehr variabel. Der Stängel ist ästig, röhrig, kahl oder mit breiten derben Borsten besetzt. Er ist oft violett, besonders in den Achseln der Seitenzweige. Die Laubblätter sind gezähnt, fiederspaltig oder gefiedert, jedoch sind die Fiedern nicht bis zur Rhachis getrennt. Die Stängelblätter sind nicht stängelumfassend. Die unteren Blätter sind leierförmig fiederschnittig mit einem großen geschweift-gekerbten Endabschnitt. Die Seitenlappen sind kleiner, länglich-eiförmig, gezähnt und zerstreut mit angedrückten Borsten besetzt.

### Generative Merkmale
Die Blütezeit liegt im Mai und Juni. Die Blütentrauben sind locker und umfassen durchschnittlich 30 Blüten. Die Blütenstiele sind 1 bis 2 Zentimeter lang und zerstreut borstig.
Die zwittrigen Blüten sind vierzählig. Die Kelchblätter sind 6,5 bis 10 Millimeter lang, länglich und kahl oder zerstreut borstig. Die vier Kronblätter sind weiß oder violett, dabei sind die Adern dunkler. Im Umriss sind sie verkehrt eiförmig und 17 bis 22 Millimeter lang. Sie sind lang genagelt und vorn schwach ausgerandet. Die Antheren sind gelb. Der Fruchtknoten ist grün oder rot; sein unteres Glied ist 0,5 Millimeter lang, das obere Glied enthält 8 bis 18 Samenanlagen. Der Griffel ist 4 Millimeter lang. Die kurze, gedunsene Schote ist nicht oder nur leicht perlschnurartig gegliedert. Bei Reife bleibt die Frucht geschlossen. Die reifen Früchte stehen auf aufrecht-abstehenden Stielen, sind zylindrisch und oben kegelförmig zugespitzt. Ihr unteres Glied ist 1 bis 3 Millimeter lang, verkehrt kegelförmig und meist samenlos. Das obere Glied ist 3 bis 9 Zentimeter lang, 0,8 bis 1,4 Zentimeter breit, innen schwammig, außen strohig und blass. Die Samen sind eiförmig, 4 Millimeter lang, 3 Millimeter breit, netzig-grubig, hellbraun und haben einen schwarzen Nabelfleck.
Die Chromosomengrundzahl beträgt x = 9; es liegt meist Diploidie vor mit einer Chromosomenzahl 2n = 18, selten 36.

## Ökologie
Beim Garten-Rettich handelt es sich um einen Therophyten. Die Bestäubung erfolgt durch Insekten (Entomophilie) oder Selbstbestäubung. Er ist selbstfertil und seine Blüten sind proterogyn.

## Verbreitung
Garten-Rettich kommt nur in Kultur vor. Angebaut werden verschiedene Sorten besonders in Europa, Nordamerika und Ostasien. Selten kommt er in Mitteleuropa verwildert vor, bleibt jedoch unbeständig.
Garten-Rettich bevorzugt nährstoffreiche und sandige Böden.
Die ökologischen Zeigerwerte nach Landolt et al. 2010 sind in der Schweiz: Feuchtezahl F = 3 (mäßig feucht), Lichtzahl L = 3 (halbschattig), Reaktionszahl R = 3 (schwach sauer bis neutral), Temperaturzahl T = 4 (kollin), Nährstoffzahl N = 4 (nährstoffreich), Kontinentalitätszahl K = 4 (subkontinental).

## Systematik

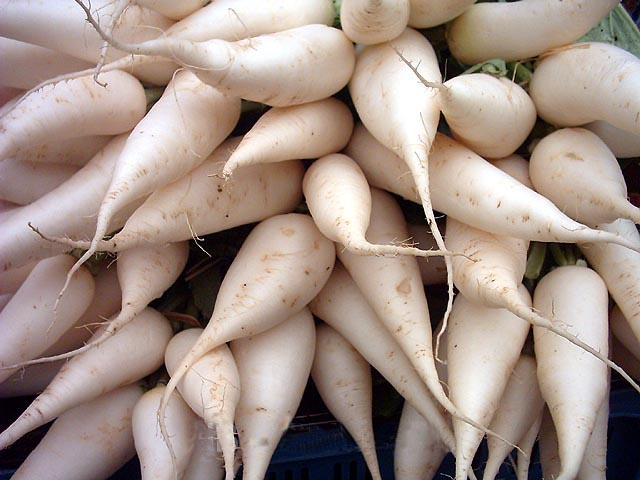
Rettichangebot auf einem Markt in Bayern

Der Garten-Rettich weist eine große Variabilität auf. In Mitteleuropa werden hauptsächlich drei Unterarten kultiviert, Hanelt unterscheidet vier Gruppen auf der Stufe der Convarietät und Sortengruppe.
- Rettich-Gruppe (Raphanus sativus var. sativus, Radish Group)[6]
  - Eigentlicher Rettich oder Speise-Rettich oder Winter-Rettich (Raphanus sativus convar. sativus, Radish Group): hierher gehören etwa der Schwarze Winter-Rettich (Raphanus sativus var. niger (Mill.) J.Kern.), der Weiße Bier-Rettich und der asiatische Daikon.
  - Radieschen oder Sommer-Rettich (Raphanus sativus subsp. sativus, Raphanus sativus convar. sativus, Small Radish Group), hierzu zählen auch Knollen- und Eiszapfen-Rettich (Raphanus sativus var. sativus), eine Varietät des Speise-Rettichs.
- Öl-Rettich (Raphanus sativus subsp. oleiferus (Stokes) Metzg., Raphanus sativus convar. oleifer) wird wegen des Samenöls angebaut.
- Rattenschwanzrettich oder Schlangenrettich (Raphanus sativus convar. caudatus bzw. var. mougri Helm, Rat-tailed Radish Group),[6]. Wird hauptsächlich in Asien wegen der essbaren Schoten und Blätter angebaut.

## Inhaltsstoffe
Garten-Rettich enthält Senfölglykoside, die für den scharfen Geschmack verantwortlich sind. In Wurzeln und in Samen wurden außerdem Raphanol und Myrosin nachgewiesen. In Wurzeln des Schwarzen Rettichs wurde Sinigrin und Glucocochlearin gefunden. In Wurzeln der weißen Sorte fand man Glucoraphanin.

## Geschichte

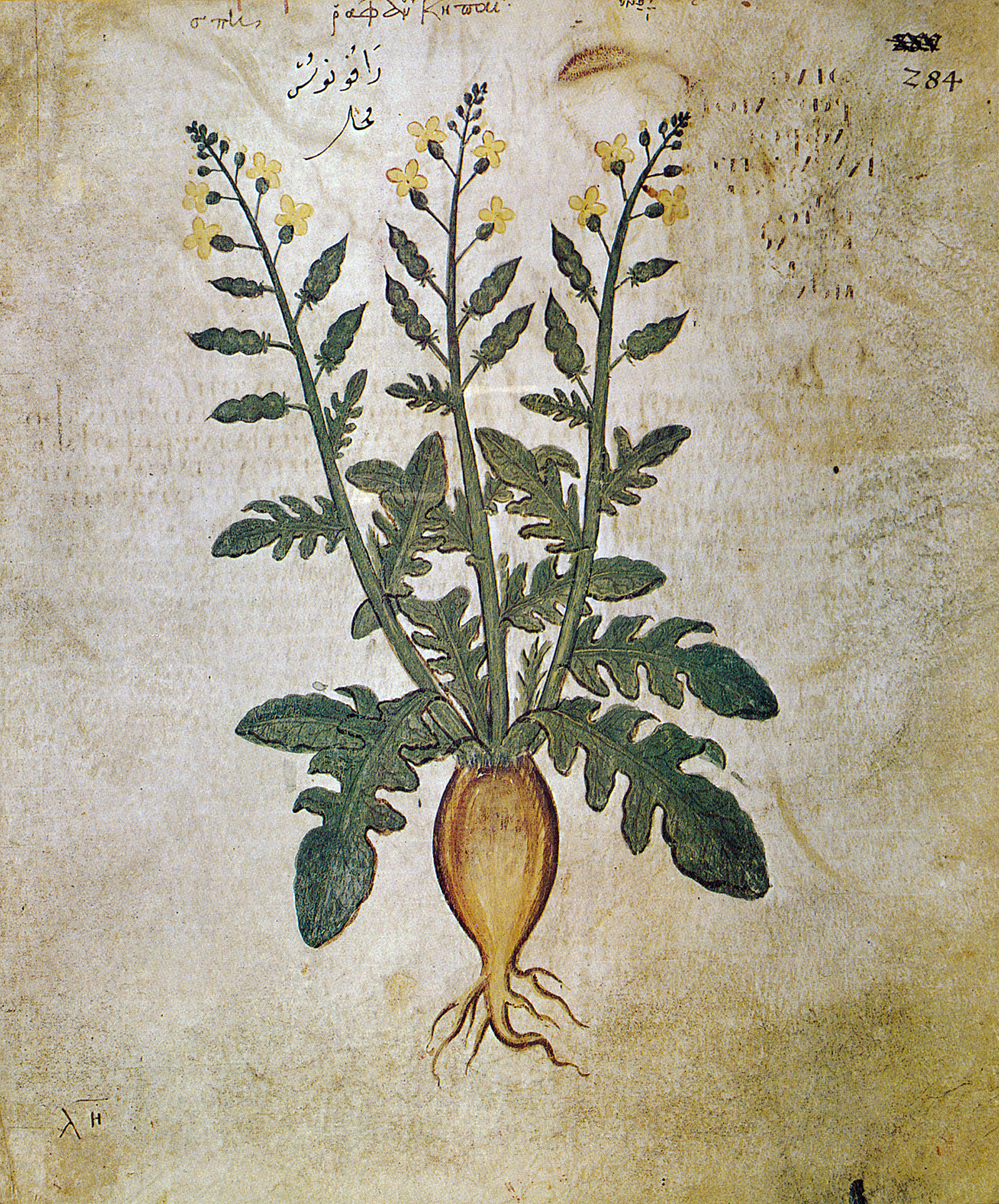
Abbildung aus dem Wiener Dioskurides (Blatt 284 recto) aus dem Jahr 512

Es ist nicht sicher, von welcher Wildart der Garten-Rettich abstammt. Als wahrscheinliche Stammform gilt der Strand-Rettich (Raphanus raphanistrum subsp. landra; Syn.: Raphanus maritimus), der im östlichen Mittelmeer heimisch ist. Aus dieser Art dürften, eventuell unter Einkreuzung weiterer Arten oder Unterarten, nach und nach die heutigen Formen entstanden sein.
Berichte Herodots über die Nennung des Rettichs in Inschriften der Cheops-Pyramide sind nach Körber-Grohne nicht glaubwürdig. Papyri aus römischer Zeit erwähnen Rettichöl (ραφανέλαιον/ελαιον ραφάνινο). Es stammte vor allem aus dem Fajum. Ein Papyrus aus Oxyrhynchus aus dem dritten Jahrhundert nach Chr. nennt Rettichöl, zusammen mit Brot, Wein und Essig als Nahrung für Musikanten und eine Tänzerin, die für ein Fest angeworben wurden.
Theophrast kennt verschiedene Sorten von Rettichen. Plinius der Ältere erwähnt Öl aus Rettichsamen in seiner Naturgeschichte in Ägypten und kindsgroße Rettiche in Germanien. Das Preisedikt von Diokletian setzt den Preis von Rettichöl auf acht Denare pro Sextarius fest. Rettichöl wurde in Ägypten noch bis ins Mittelalter als Lampenöl genutzt, wie die Analyse von Belägen in der Muschel Chambardia rubens aus dem koptischen Kloster von Bawit belegen.
In Qasr Ibrim in Nubien wurden Rettichsamen aus dem 6. Jahrhundert nach Chr. gefunden, die sich auf Grund der großen Trockenheit erhalten hatten.
Die älteste erhaltene Abbildung eines Rettichs stammt aus dem Wiener Dioskurides, einer Handschrift der Zeit um 500. Im Mittelalter wird er auch in Deutschland erwähnt, im Gart der Gesundheit und bei Hildegard von Bingen heißt er retich, Albertus Magnus nennt ihn radix. In den Kräuterbüchern des 16. Jahrhunderts ist der (Garten-)Rettich (lateinisch raphanus, gelegentlich, etwa im Gart der Gesundheit auch Raffanus oder Rafanus) fast immer abgebildet. Abgebildet sind die länglichen Rettiche und die Blüten mit den zugespitzten Gliederschoten. Deren Knollen ähnelten den heute angebauten Eiszapfen-Rettichen.
In Europa und Ostasien waren Resistenzen und physiologische Anpassungen die Hauptziele der Zucht. In Japan und der Volksrepublik China begann die Zucht von Hybriden in den 1960er-Jahren. Diese ersetzen die traditionellen Formen.

## Nutzung

### Anbau und Ernte
Die Aussaat von Frühlings- und Sommerrettichen erfolgt ab März (bis Anfang August) als zweite Kultur, beispielsweise nach Feldsalat oder Kopfsalat. Ab Ende Juni kann der Rettich für die Herbsternte ausgesät werden. Sommer-Rettiche können ab Februar im Gewächshaus vorgezogen werden.
Rettich gilt als Mittelzehrer und kommt im Hausgarten meist mit den Resten der Nährstoffe der vorausgehenden Kultur zurecht. Oft wird der Boden jedoch mit Kompost angereichert. Der Boden zwischen den Reihen sollte regelmäßig gelockert werden, ferner sollte gleichmäßig gegossen werden.

### Krankheiten und Schädlinge
Frische organische Düngung, wie frischer Kompost oder Mist, führt zu erhöhtem Schädlings- und Krankheitsbefall. Bei übermäßiger Stickstoffdüngung reichert Rettich in Wurzel und Blatt Nitrat an. Frühe Sorten reagieren stärker auf schwankende Bodenfeuchtigkeit und bilden eine pelzige oder schwammige Wurzel. Herbstrettiche neigen zum Platzen, wenn nach Trockenperioden viel Regen fällt.
Schädlinge des Rettichs sind der Oomycet Albugo candida, Erdflöhe (Phyllotreta-Arten), die Rettichfliege (Phorbia floralis), Blütengallmücken (Gephyraulus raphanistri und Contarinia nasturtii), die Raupen der Kohlschabe (Plutella maculipennis) und der Rübsaat-Pfeifer (Evergestis extimalis).

## Verwendung

### Küche
Vom Garten-Rettich wird die Wurzel als Gemüse genutzt. Aus den Samen des Ölrettichs wird Öl gewonnen. Die Schoten des Schlangenrettichs werden als Gemüse gegessen. Auch die Blätter sind essbar.

## Heilwirkung
Frischer Rettich bzw. der Presssaft daraus fördert die Gallen- und Magensaftsekretion und wirkt antimikrobiell. Bei empfindlichen Personen können die Senföle nach der Anwendung größerer Mengen die Magen- und Darmschleimhaut reizen.